# Ralph Bernet
 (mars 2012).
Si vous disposez d'ouvrages ou d'articles de référence ou si vous connaissez des sites web de qualité traitant du thème abordé ici, merci de compléter l'article en donnant les références utiles à sa vérifiabilité et en les liant à la section « Notes et références ».
Pour les articles homonymes, voir Bernet.
Ralph Bernet est un parolier et compositeur français né à Marseille le 5 juillet 1927 et mort dans la même ville le 23 septembre 2017. Il a écrit ou adapté quelque 3000 chansons, dont un millier furent enregistrées.

## Biographie
Il monte à Paris à l'âge de seize ans depuis le quartier de la Belle de Mai de Marseille, et devient cireur de chaussures dans le quartier de Saint-Germain avant de se lancer dans la chanson. Auteur prolifique, surnommé le « stakhanoviste du couplet-refrain », il a déposé à la Sacem plus de trois mille titres, dont un millier furent enregistrés et 82 succès certifiés disques d'or.
Parolier pour de nombreux interprètes, notamment Johnny Hallyday pour lequel il écrit une cinquantaine de titres, parmi lesquels L'Idole des jeunes qui deviendra la formule du chanteur, Excuse-moi partenaire, Tes tendres années, Rien n'a changé… Pour Eddy Mitchell, il écrit une vingtaine de chansons dont Toujours un coin qui me rappelle et Société anonyme. Il écrit également pour Claude François (Un monde de musique), Danyel Gérard (Butterfly), Michel Sardou (100 000 universités), Sylvie Vartan, Julio Iglesias, Sheila, Goldie Hawn, Vic Laurens (Te voici ), Tino Rossi, Dario Moreno, Hervé Vilard (Fais-la rire, Mourir ou vivre), Marie Laforêt, Hugues Aufray, Richard Anthony…
Son fils Richard Bernet a fondé le groupe Nataraj XT en 1999.
Sa fille Kenhalo Bernet est écrivain, réalisatrice et productrice et réside à Los Angeles.

## Chansons
- Claude François : Un monde de musique
- Danyel Gérard : Butterfly
- Michel Sardou : Cent mille universités (1966), God Save the King (1968)
- Eddy Mitchell : Il y a toujours un coin qui me rappelle (1964)